# Aidone
Aidone – miejscowość i gmina we Włoszech, w regionie Sycylia, w prowincji Enna.
Według danych na rok 2004 gminę zamieszkiwało 6057 osób, 29 os./km².